# Argvetie

Mapa území

Argvetie (gruzínsky: არგვეთი), Argveti (არგუეთი) nebo také Margveti (მარგუეთი) je historická provincie ve východní Imeretii (zhruba ve střední Gruzii). V raném středověku toto víceméně nezávislé a rozlehlé knížectví (samtavro), kterému vládli vévodové (eristavi), tvořilo hranici mezi západní Gruzií (tehdy královstvím Lazika, později Kolchidou) a Iberií (později Kartlií).
Od 3. století, kdy byla Argvetie zřízená, byla střídavě samostatná nebo pod nadvládou Iberie. Sama několikrát ovládla sousední území (například Lečchumi). Argvetie sehrála důležitou úlohu v dějinách Gruzie na počátku 8. století za vlády bratrů Konstantina a Davida z rodu Mcheidze, když vedla válku s Araby, kteří se pokoušeli mečem šířit islámskou víru. Od konce 8. století byla Argvetie součástí království Abcházie, které expandovalo směrem na východ a stalo se nejmocnějším státem na Kavkaze Nakonec se Argvetie v roce 1008 stala po sjednocení Abcházie s Kartlií součástí Gruzínského království. V té době bylo území Argvetie vlastněno a spravováno dalším šlechtickým rodem Bagvaši, který však byl v polovině 11. století vyhnán gruzínským králem ze země a Argvetie byla ve 12. století zčásti darována klášteru Gelati a zčásti odkoupena rodem Amanelisdze.
Když bylo území Argvetie v průběhu 13. století rozděleno mezi ještě více různých majitelů (šlechtické rody Cereteli, Abašidze, Čcheidze a Mcheidze), přestalo toto knížectví prakticky existovat a bylo začleněno do regionu Imeretie.
Z doby existence Argvetského knížectví se dochovalo množství památek v podobě hradů a pevností, z nichž nejvýznamnější byl Šorapani, kde sídlili argvetští eristavové. Další hrady se nacházejí v městečkách a vesnicích Skanda, Sveri, Čicha a Muchuri. V Ubisi, Džruči, Tabakini a Kacchi jsou významné středověké kostely a kláštery.